# ラボラトリ・ファーマシューティカル・ロビ
ラボラトリ・ファーマシューティカル・ロビ（スペイン語: Laboratorios Farmacéuticos Rovi S.A.）は、スペインのマドリードに本部を置く製薬会社。ヨーロッパ7カ国に拠点を持ち、世界60カ国以上に取引先を持つ。マドリード証券取引所上場企業（BMAD: ROVI）。

## 歴史
1939年にPAN製薬化学（PAN Química Farmacéutica）として設立され、1946年に現在の社名に改名した。2002年にスペイン国外への進出を開始、2006年にグラナダにR&Dおよび新工場を設立、2007年にマドリード証券取引所に株式を上場した。

## モデルナワクチンの製造
2020年7月にアメリカの製薬会社モデルナと新型コロナウイルスのワクチンの製造契約を行い、アメリカ国外向けで使用するワクチン製造の最終行程をロビが担当することになった。ロビはスイスの製薬会社ロンザの工場で作られたモデルナワクチン原液を使い新設した製造ラインでラベリングまでの最終行程を担当、2021年1月にロビの工場で完成した初めてのモデルナワクチンの出荷が始まった。2021年7月末ごろに日本に輸入されたモデルナワクチンのうち、未使用ワクチン容器の一部に異物が混入されていると8月16日以降複数の接種会場から報告されたため、厚生労働省は8月26日から同じ工場で製造されたワクチン約163万回分の接種を見合わせるよう発表した。一部のワクチンはすでに接種で使用済みで、該当するロット番号が公開された。ロビは声明で、原因は複数ある同社製造ラインのひとつにあった可能性があると説明したが、27日に欧州医薬品庁は、ロビによるワクチン製造は継続可能との判断を下した。